# 李巨卿 (唐朝)
李巨卿（?—?），唐朝狀元。
唐玄宗天寶十年（751年）辛卯科狀元，主考官是兵部侍郎李麟，同榜有錢起、魏璀、陈季、孙诩仁、房宽、李徽等人。